# Black Rose: A Rock Legend
Black Rose: A Rock Legend är Thin Lizzys nionde studioalbum, släppt 1979.
Albumet tog sig under sin första vecka till plats två på den brittiska singellistan och är bandets mest framgångsrika album. Brian Robertson hade på denna skiva ersatts av Gary Moore, som varit del av bandet under kortare perioder 1974 och 1977.
Vid denna tidpunkt arbetade Moore med sitt andra studioalbum, Back in the Streets, med Lynott och fick en topp 10-singel i Storbritannien med låten Parisienne Walkways (som Lynott sjöng på). Moore lämnade Thin Lizzy året därpå men arbetade med Lynott igen under sina turnéer 1984 och 1985 och på topp 5 singels Out in the Fields som återfinns på Moores album Run For Cover.
Albumet innehåller bland annat låten Sarah som Lynott skrev för sin dotter.

## Låtlista
| Sida A | Sida A                                    | Sida A                           | Sida A |
| Nr     | Titel                                     | Låtskrivare                      | Längd  |
| ------ | ----------------------------------------- | -------------------------------- | ------ |
| 1.     | "Do Anything You Want To"                 | Phil Lynott                      | 3:53   |
| 2.     | "Toughest Street in Town"                 | Scott Gorham, Lynott, Gary Moore | 4:01   |
| 3.     | "S&M"                                     | Brian Downey, Lynott             | 4:05   |
| 4.     | "Waiting for an Alibi"                    | Lynott                           | 3:30   |
| 5.     | "Sarah"                                   | Lynott, Moore                    | 3:31   |
| Sida B |                                           |                                  |        |
| 1.     | "Got to Give It Up"                       | Gorham, Lynott                   | 4:24   |
| 2.     | "Get Out of Here"                         | Lynott, Midge Ure                | 3:37   |
| 3.     | "With Love"                               | Lynott                           | 4:38   |
| 4.     | "Róisín Dubh (Black Rose): A Rock Legend" | Lynott, Moore                    | 7:04   |
|        | "Shenandoah"                              |                                  |        |
|        | "Will You Go Lassie Go"                   |                                  |        |
|        | "Danny Boy"                               |                                  |        |
|        | "The Mason's Apron"                       |                                  |        |

## Medverkande
- Phil Lynott - elbas, sång, gitarr
- Brian Downey - trummor, slagverk
- Scott Gorham - gitarr, kör
- Gary Moore - gitarr, kör

### Övriga medverkande
- Huey Lewis - munspel
- Jimmy Bain - elbas